# (85197) Ginkgo
(85197) Ginkgo est un astéroïde de la ceinture principale.

## Description
(85197) Ginkgo est un astéroïde de la ceinture principale. Il fut découvert le 5 octobre 1991 à Tautenburg par Freimut Börngen et Lutz Dieter Schmadel. Il présente une orbite caractérisée par un demi-grand axe de 2,19 UA, une excentricité de 0,15 et une inclinaison de 2,6° par rapport à l'écliptique.

## Compléments